# The Big Sick
The Big Sick é um filme de comédia romântica estadunidense de 2017 dirigido e escrito por Michael Showalter, Emily V. Gordon e Kumail Nanjiani. Estrelado por Nanjiani, Zoe Kazan, Holly Hunter, Ray Romano, Adeel Akhtar e Anupam Kher, estreou no Festival Sundance de Cinema em 22 de janeiro de 2017.

## Elenco
- Kumail Nanjiani - ele mesmo
- Zoe Kazan - Emily Gardner
- Holly Hunter - Beth Gardner
- Ray Romano - Terry Gardner
- Adeel Akhtar - Naveed
- Zenobia Shroff - Sharmeen
- Anupam Kher - Azmat
- Bo Burnham - CJ
- Aidy Bryant - Mary
- Rebecca Naomi Jones - Jessie
- Kurt Braunohler - Chris
- Shenaz Treasury - Fatima
- David Alan Grier - Andy Dodd
- Vella Lovell - Khadija
- Linda Emond - Dr. Cunningham